# Mistrzostwa Europy w Short Tracku 2025
28. edycja Mistrzostw Europy w Short Tracku odbyła się w Dreźnie w dniach 17–19 stycznia 2025. Organizatorem zawodów była Międzynarodowa Unia Łyżwiarska (ISU). Zawodnicy i zawodniczki rywalizowali w Joynext Arenie.

## Klasyfikacja medalowa
*   Gospodarz ( Niemcy)
| Miejsce | Reprezentacja | Złoto | Srebro | Brąz | Razem |
| ------- | ------------- | ----- | ------ | ---- | ----- |
| 1       | Włochy        | 4     | 3      | 4    | 11    |
| 2       | Holandia      | 3     | 3      | 0    | 6     |
| 3       | Węgry         | 1     | 2      | 0    | 3     |
| 4       | Francja       | 1     | 0      | 1    | 2     |
| 5       | Polska        | 0     | 1      | 2    | 3     |
| 6       | Belgia        | 0     | 1      | 1    | 2     |
| Razem   | Razem         | 9     | 10     | 8    | 27    |

## Medaliści i medalistki

### Mężczyźni
| Konkurencja          | Złoto                                                                                              | Czas     | Srebro                                                                                      | Czas     | Brąz                                                              | Czas     |
| 500 metrów           | Jens van 't Wout                                                                                   | 40,642   | Pietro Sighel                                                                               | 41,245   | Quentin Fercoq                                                    | 41,310   |
| 1000 metrów          | Pietro Sighel                                                                                      | 1:23,788 | Jens van 't Wout                                                                            | 1:23,797 | Luca Spechenhauser                                                | 1:24,121 |
| 1500 metrów          | Jens van 't Wout                                                                                   | 2:14,434 | Stijn Desmet                                                                                | 2:14,492 | —                                                                 | —        |
| 1500 metrów          | Jens van 't Wout                                                                                   | 2:14,434 | Sven Roes                                                                                   | 2:14,492 | —                                                                 | —        |
| Sztafeta 5000 metrów | Włochy Thomas Nadalini · Lorenzo Previtali · Pietro Sighel · Luca Spechenhauser · Mattia Antonioli | 6:47,181 | Polska Łukasz Kuczyński · Michał Niewiński · Diané Sellier · Neithan Thomas · Paweł Adamski | 6:47,353 | Belgia Stijn Desmet · Warre Noiron · Ward Pétré · Warre Van Damme | 6:48,712 |

### Kobiety
| Konkurencja          | Złoto                                                                                       | Czas     | Srebro                                                                                          | Czas     | Brąz                                                                              | Czas     |
| 500 metrów           | Petra Jászapáti                                                                             | 43,087   | Arianna Sighel                                                                                  | 43,236   | Chiara Betti                                                                      | 43,345   |
| 1000 metrów          | Arianna Fontana                                                                             | 1:32,567 | Petra Jászapáti                                                                                 | 1:32,887 | Elisa Confortola                                                                  | 1:42,652 |
| 1500 metrów          | Xandra Velzeboer                                                                            | 2:38,364 | Gloria Ioriatti                                                                                 | 2:38,451 | Elisa Confortola                                                                  | 2:38,529 |
| Sztafeta 3000 metrów | Włochy Chiara Betti · Elisa Confortola · Arianna Fontana · Gloria Ioriatti · Arianna Sighel | 4:11,703 | Węgry Sára Luca Bácskai · Petra Jászapáti · Zsófia Kónya · Maja Somodi · Rebeka Sziliczei-Német | 4:12,324 | Polska Natalia Maliszewska · Nikola Mazur · Kamila Stormowska · Gabriela Topolska | 4:17,021 |

### Konkurencje mieszane
| Konkurencja          | Złoto | Czas     | Srebro | Czas     | Brąz | Czas     |
| Sztafeta 2000 metrów | Francja Etienne Bastier · Quentin Fercoq · Aurélie Lévêque · Cloé Ollivier · Gwendoline Daudet · Tawan Thomas | 2:40,460 | Holandia Teun Boer · Zoë Deltrap · Jens van 't Wout · Michelle Velzeboer · Sjinkie Knegt · Diede van Oorschot | 2:48,607 | Polska Natalia Maliszewska · Michał Niewiński · Diané Sellier · Kamila Stormowska · Łukasz Kuczyński · Nikola Mazur | 2:54,651 |

## Wyniki reprezentantów Polski
Mężczyźni
| Zawodnik | 500  | 1000  | 1500 | RL  | MR  |
| Polska | —    | —     | —    | 2   | 3   |
| Paweł Adamski | –    | –     | –    | (+) | –   |
| Łukasz Kuczyński | 11   | 42PEN | –    | +   | (+) |
| Michał Niewiński | 5PEN | 5     | 9    | +   | +   |
| Diané Sellier | 13   | 19PEN | 15   | +   | +   |
| Neithan Thomas | –    | –     | 37   | +   | –   |
| 1. 2. 3. Finał A Finał B Półfinał Ćwierćfinał Repasaż półfinałowy Repasaż ćwierćfinałowy Eliminacje RL – Sztafeta MR – Sztafeta mieszana · DNF – Zawodnik nie ukończył biegu DNS – Zawodnik nie pojawił się na starcie biegu PEN – Zawodnik otrzymał karę – Zawodnik otrzymał żółtą kartkę – Zawodnik otrzymał czerwoną kartkę |      |       |      |     |     |

Kobiety
| Zawodniczka | 500  | 1000 | 1500 | RL | MR  |
| Polska | —    | —    | —    | 3  | 3   |
| Natalia Maliszewska | 9PEN | 8    | –    | +  | +   |
| Nikola Mazur | 10   | –    | –    | +  | (+) |
| Kamila Stormowska | 12   | 5PEN | 7    | +  | +   |
| Gabriela Topolska | –    | 11   | 10   | +  | –   |
| 1. 2. 3. Finał A Finał B Półfinał Ćwierćfinał Repasaż półfinałowy Repasaż ćwierćfinałowy Eliminacje RL – Sztafeta MR – Sztafeta mieszana · DNF – Zawodniczka nie ukończyła biegu DNS – Zawodniczka nie pojawiła się na starcie biegu PEN – Zawodniczka otrzymała karę – Zawodniczka otrzymała żółtą kartkę – Zawodniczka otrzymała czerwoną kartkę |      |      |      |    |     |